# Zieria iaevigata
Zieria iaevigata är en vinruteväxtart som beskrevs av Aimé Bonpland. Zieria iaevigata ingår i släktet Zieria och familjen vinruteväxter. Inga underarter finns listade i Catalogue of Life.